# Čiližská Radvaň

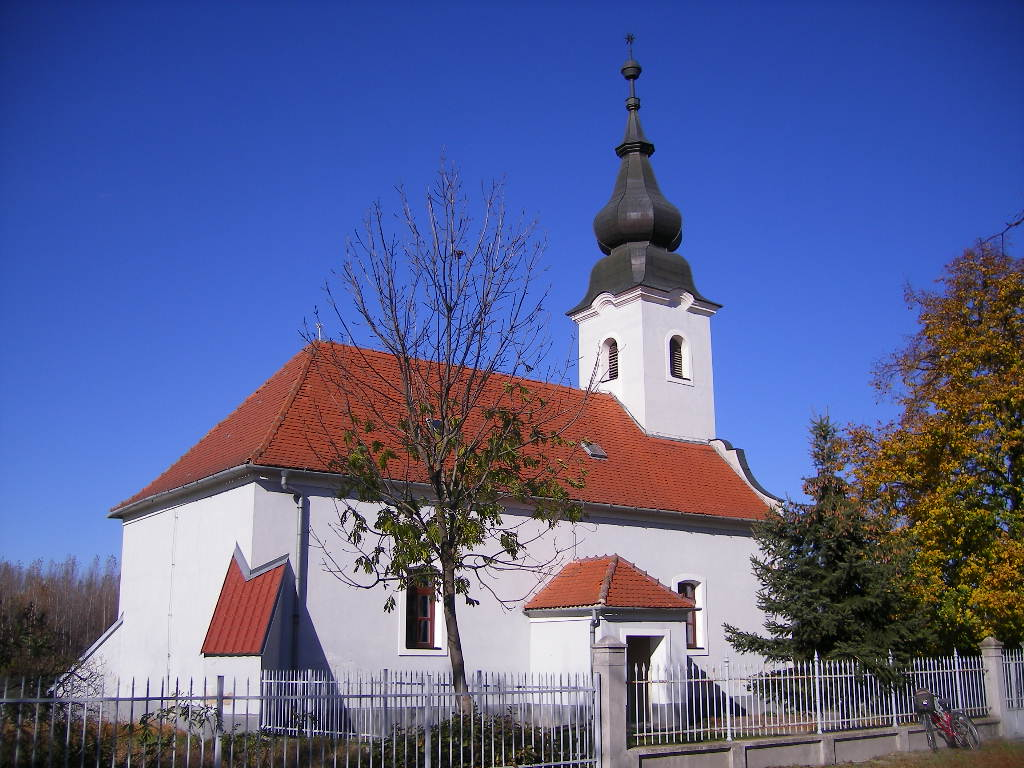
Čiližská Radvaň

Čiližská Radvaň (Hongaars: Csilizradvány) is een Slowaakse gemeente in de regio Trnava, en maakt deel uit van het district Dunajská Streda.
Čiližská Radvaň telt 1.254 inwoners.